# Робертово
Робертово (пол. Robertowo) — село в Польщі, у гміні Брудзень-Дужий Плоцького повіту Мазовецького воєводства.
Населення — 91 особа (2011).
У 1975-1998 роках село належало до Плоцького воєводства.

## Демографія
Демографічна структура станом на 31 березня 2011 року:
|          | Загалом | Допрацездатний вік | Працездатний вік | Постпрацездатний вік |
| -------- | ------- | ------------------ | ---------------- | -------------------- |
| Чоловіки | 45      | 13                 | 30               | 2                    |
| Жінки    | 46      | 10                 | 24               | 12                   |
| Разом    | 91      | 23                 | 54               | 14                   |